# Esymus kudukensis
Esymus kudukensis är en skalbaggsart som beskrevs av Jan Obenberger 1914. Esymus kudukensis ingår i släktet Esymus och familjen Aphodiidae. Inga underarter finns listade i Catalogue of Life.